# Stora Rödgrundet
Stora Rödgrundet är skär i Åland (Finland). De ligger i Skärgårdshavet och i kommunen Jomala i landskapet Åland, i den sydvästra delen av landet. Öarna ligger nära Mariehamn och omkring 270 kilometer väster om Helsingfors. Stora Rödgrundet ligger 1 meter över havet.
Arean för den av öarna koordinaterna pekar på är 3,5 hektar och dess största längd är 300 meter i sydöst-nordvästlig riktning. I omgivningarna runt Stora Rödgrundet växer i huvudsak blandskog. Närmaste större samhälle är Jomala, 6,8 km nordväst om Stora Rödgrundet. 
Runt Stora Rödgrundet är det glesbefolkat, med 17 invånare per kvadratkilometer.